# Montpesat (Ardecha)
|  | Per a altres significats, vegeu «Cantó de Montpesat». |

Montpesat (occità) Montpezat-sous-Bauzon (francès) és un municipi al departament de l'Ardecha (regió d'Alvèrnia-Roine-Alps, França). L'any 2007 tenia 764 habitants.

## Demografia

### Població
El 2007 la població de fet de Montpezat-sous-Bauzon era de 764 persones. Hi havia 326 famílies de les quals 114 eren unipersonals (59 homes vivint sols i 55 dones vivint soles), 114 parelles sense fills, 86 parelles amb fills i 12 famílies monoparentals amb fills.
La població ha evolucionat segons el següent gràfic:

### Habitatges
El 2007 hi havia 594 habitatges, 330 eren l'habitatge principal de la família, 219 eren segones residències i 46 estaven desocupats. 515 eren cases i 78 eren apartaments. Dels 330 habitatges principals, 241 estaven ocupats pels seus propietaris, 66 estaven llogats i ocupats pels llogaters i 23 estaven cedits a títol gratuït; 3 tenien una cambra, 31 en tenien dues, 78 en tenien tres, 107 en tenien quatre i 111 en tenien cinc o més. 174 habitatges disposaven pel capbaix d'una plaça de pàrquing. A 154 habitatges hi havia un automòbil i a 118 n'hi havia dos o més.

### Piràmide de població
La piràmide de població per edats i sexe el 2009 era:
| Homes | Edats   | Dones |
| ----- | ------- | ----- |
| 0     | 95 o +  | 4     |
| 0     | 90 a 94 | 4     |
| 12    | 85 a 89 | 40    |
| 4     | 80 a 84 | 20    |
| 32    | 75 a 79 | 16    |
| 16    | 70 a 74 | 28    |
| 32    | 65 a 69 | 28    |
| 16    | 60 a 64 | 12    |
| 16    | 55 a 59 | 24    |
| 16    | 50 a 54 | 8     |
| 16    | 45 a 49 | 20    |
| 20    | 40 a 44 | 16    |
| 28    | 35 a 39 | 24    |
| 12    | 30 a 34 | 8     |
| 24    | 25 a 29 | 16    |
| 16    | 20 a 24 | 8     |
| 12    | 15 a 19 | 12    |
| 20    | 10 a 14 | 28    |
| 8     | 5 a 9   | 12    |
| 4     | 0 a 4   | 12    |

## Economia
El 2007 la població en edat de treballar era de 416 persones, 284 eren actives i 132 eren inactives. De les 284 persones actives 239 estaven ocupades (125 homes i 114 dones) i 45 estaven aturades (21 homes i 24 dones). De les 132 persones inactives 77 estaven jubilades, 25 estaven estudiant i 30 estaven classificades com a «altres inactius».

### Ingressos
El 2009 a Montpezat-sous-Bauzon hi havia 300 unitats fiscals que integraven 646,5 persones, la mediana anual d'ingressos fiscals per persona era de 14.828 €.

### Activitats econòmiques
Dels 37 establiments que hi havia el 2007, 5 eren d'empreses extractives, 3 d'empreses alimentàries, 1 d'una empresa de fabricació d'altres productes industrials, 6 d'empreses de construcció, 8 d'empreses de comerç i reparació d'automòbils, 3 d'empreses de transport, 3 d'empreses d'hostatgeria i restauració, 1 d'una empresa financera, 1 d'una empresa immobiliària, 4 d'entitats de l'administració pública i 2 d'empreses classificades com a «altres activitats de serveis».
Dels 10 establiments de servei als particulars que hi havia el 2009, 1 era una oficina d'administració d'Hisenda pública, 1 gendarmeria, 1 oficina de correu, 1 taller de reparació d'automòbils i de material agrícola, 1 paleta, 2 guixaires pintors, 1 fusteria, 1 electricista i 1 perruqueria.
Dels 4 establiments comercials que hi havia el 2009, 1 era una botiga de més de 120 m², 1 una botiga de menys de 120 m² i 2 carnisseries.
L'any 2000 a Montpezat-sous-Bauzon hi havia 31 explotacions agrícoles que ocupaven un total de 390 hectàrees.

## Equipaments sanitaris i escolars
L'únic equipament sanitari que hi havia el 2009 era una farmàcia.
El 2009 hi havia una escola elemental. Montpezat-sous-Bauzon disposava d'un col·legi d'educació secundària amb 238 alumnes.

## Poblacions més properes
El següent diagrama mostra les poblacions més properes.